# Elatostema celingense
Elatostema celingense är en nässelväxtart som beskrevs av W.T.Wang, Y.G.Wei och A.K.Monro. Elatostema celingense ingår i släktet Elatostema och familjen nässelväxter. Inga underarter finns listade i Catalogue of Life.